# Уильямс, Арнольд
А́рнольд Уи́льямс (англ. Arnold Williams; 21 мая 1898, Филмор, Юта — 25 мая 1970, Рексберг, Айдахо) — 21-й губернатор Айдахо.

## Биография
Арнольд Уильямс родился 21 мая 1898 года в городке Филмор штата Юта. Получив среднее образование, он поступил в Колледж Стивенса-Хенагера. Впоследствии он переехал в Айдахо, где служил в армии. После службы Уильямс открыл в Айдахо компанию, занимающуюся химчисткой.
Политическая карьера Уильямса началась в 1932 с избранием уполномоченным по округу Мадисон. Он прослужил в этой должности в течение двух сроков. В 1936 он стал членом Палаты представителей Айдахо, впоследствии дважды переизбравшись. В 1944 году Уильямс стал вице-губернатором штата.
В ноябре 1945 года скончался сенатор Джон Томас, и действующий губернатор Чарльз Госсетт подал в отставку, чтобы перейти в Сенат. В связи с этим Арнольд Уильямс занял должность губернатора Айдахо. За время его правления на рассмотрение легислатуры штата был вынесен закон об отставке учителей. Согласно этому закону их зарплата выплачивалась бы по прогрессивной шкале. Закон был призван удерживать учителей от переезда из штата. В 1946 году Уильямсу не удалось избраться на полный срок. В 1957 году ему было предложено занять должность секретаря штата, что он и сделал в 1959 году. Уильямс находился в этой должности более семи лет.
Арнольд Уильямс был женат на Луэлле Хаскинсон, от которой имел двоих детей. Он скончался 25 мая 1970 года в возрасте 72 лет.